# Valentin Porte
Valentin Antonin Florent Porte (ur. 7 września 1990 r. w Wersalu) – francuski piłkarz ręczny, reprezentant kraju, grający na pozycji prawoskrzydłowego. Od 2016 roku jest zawodnikiem Montpellier Handball.

## Sukcesy

### Reprezentacyjne
Igrzyska olimpijskie:
- Tokio 2020
- Rio de Janeiro 2016

Mistrzostwa świata:
- Katar 2015, Francja 2017
- Niemcy/Dania 2019

Mistrzostwa Europy:
- Dania 2014
- Chorwacja 2018

### Klubowe
Liga Mistrzów:
- 2018

Mistrzostwa Francji:
- 2018

Puchar Francji:
- 2017

## Nagrody indywidualne
- Najlepszy prawy rozgrywający Igrzysk Olimpijskich 2016

## Odznaczenia
- Chevalier Orderu Legii Honorowej – 2021[1]
- Chevalier Orderu Narodowego Zasługi – 2016[2]